# والنتینا گریزودوبوفا
والنتینا گریزودوبوفا (روسی: Валентина Степановна Гризодубова؛ 27 april [سبک قدیمی: 14 april] 1909 – ۲۸ آوریل ۱۹۹۳) از نخستین خلبانان نظامی زن اهل اتحاد جماهیر شوروی سوسیالیستی بود.
وی همچنین برندهٔ جوایزی همچون مدال دفاع از مسکو، نشان لنین، مدال دفاع از لنینگراد، نشان انقلاب اکتبر، مدال دفاع از استالینگراد، و قهرمان اتحاد شوروی شده‌است.